# National Airlines (compagnia aerea)
National Air Cargo Group, Inc., che opera come National Airlines, è una compagnia aereacon sede a Orlando, Florida. Effettua voli charter cargo e passeggeri, questi ultimi iniziati il 16 dicembre 2015, dall'aeroporto di Orlando Sanford, Orlando.

## Storia
Le origini della società risalgono all'autunno 1985 quando a Ypsilanti (Michigan) fu fondata  Murray Air Inc. La piccola aerolinea iniziò a trasportare merci su base irregolare dal dicembre dell'anno successivo con un Mitsubishi MU-2 cargo. Nell'aprile 2005, Murray Air e la consociata Murray Aviation unirono le operazioni sotto il certificato Part 121 da poco ottenuto. Nella flotta si aggiunsero velivoli di sempre maggiore capacità: CASA C-212 e Douglas DC 8F. Alla fine del 2006 fu acquistata da National Air Cargo Holdings Inc. (fondata nel 1991) e due anni più tardi mutò ragione sociale in National Airlines.
La società ha operato con due Douglas DC-8-63AF (N921R/N865F) e un Douglas DC-8-71F e, successivamente, ha sostituito uno dei DC-8-63CF con un DC-8-73F. Nell'aprile 2009, il vettore iniziò i voli cargo da Ypsilanti, Michigan, alla base aerea di Bagram in Afghanistan; i voli furono estesi all'aeroporto Internazionale di Kandahar nell'agosto dello stesso anno. Questo servizio è stato interrotto nel 2010. Durante l'estate del 2010, la compagnia aerea ha acquistato tre Boeing 747-400BCF. Questi 747 sono stati inizialmente operati per la compagnia aerea da Air Atlanta Icelandic, prima di essere registrati negli Stati Uniti nel 2011.
Nel maggio 2011, National ha noleggiato un Boeing 757-200 in configurazione passeggeri e ha iniziato a utilizzare l'aereo per voli charter da Dubai. La compagnia ha aggiunto un secondo Boeing 757 durante la primavera del 2013. in questo stesso anno la società si è trasferita nell'aeroporto Internazionale di Orlando Sanford.
Nel dicembre 2015 la società ha intrapreso un servizio passeggeri di linea dall'aeroporto di Orlando utilizzando i suoi due 757. Le destinazioni precedentemente annunciate includevano l'aeroporto Internazionale di St. John's a St.John's, Terranova e Labrador, Canada, l'aeroporto Internazionale di Windsor a Windsor, Ontario, Canada, l'aeroporto Internazionale di Vancouver a Vancouver, Columbia britannica, Canada e l'aeroporto Internazionale Luis Muñoz Marín a San Juan, Porto Rico.
Nel marzo 2016, National avrebbe dovuto iniziare il servizio verso Puerto Rico, tuttavia venne ritardato e quindi annullato a causa della "mancanza di aeromobili".

## Flotta

### Flotta attuale

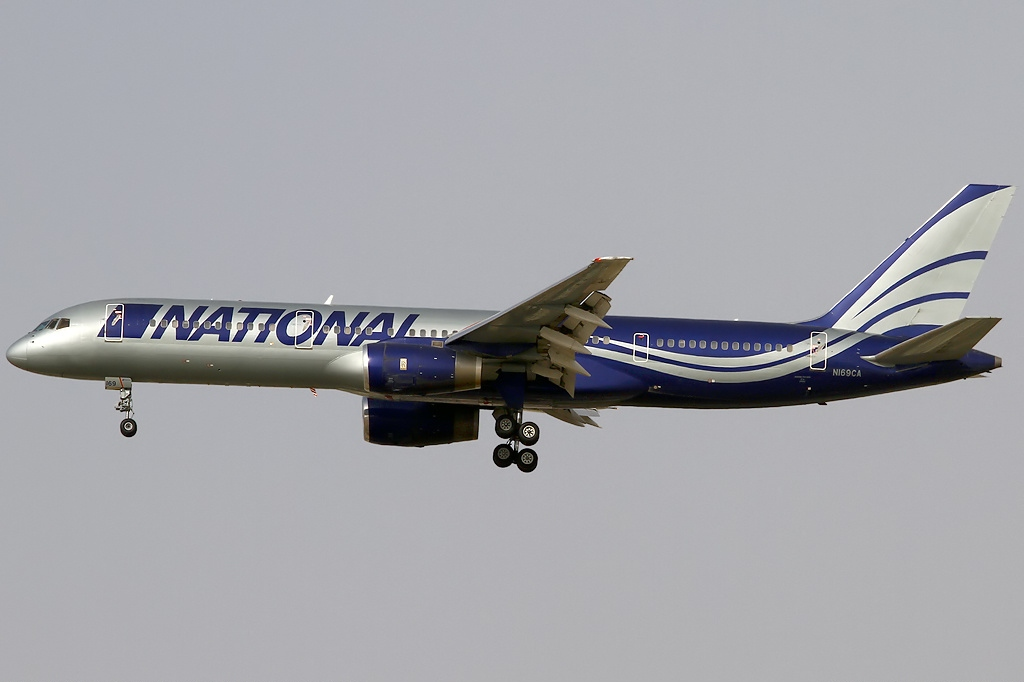
Un Boeing 757-200.

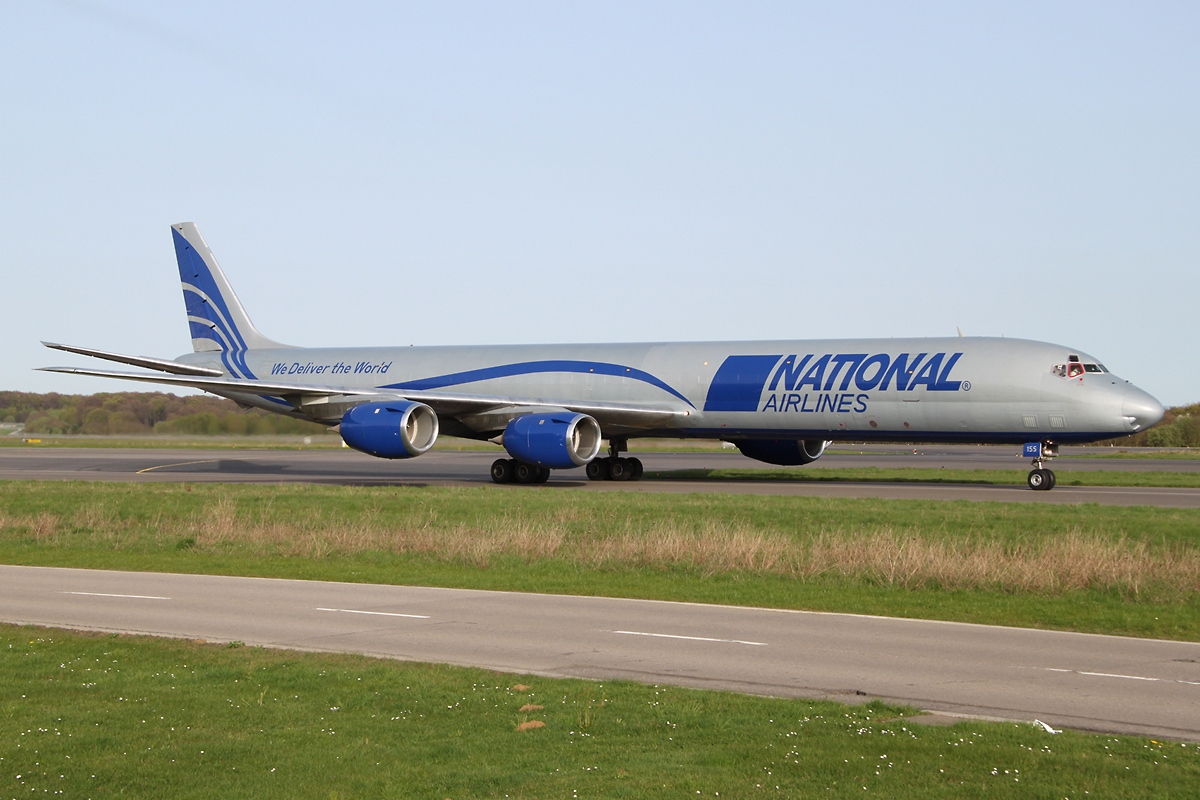
Un Douglas DC-8-70.

A gennaio 2024 la flotta di National Airlines è così composta:

### Flotta storica
National Airlines operava in precedenza con i seguenti aeromobili:
- Boeing 757-200
- British Aerospace Jetstream 31
- CASA C-212 Aviocar
- Douglas DC-8-60AF
- Douglas DC-8-70CF
- Douglas DC-8-70F
- Lockheed L-100 Hercules
- Mitsubishi MU-2
- Saab 340A
- Tupolev Tu-204-100C

## Incidenti
- Il 12 ottobre 2010, un Lockheed L-100 Hercules, marche 5X-TUC e operato da National Airlines per Transafrik, rimase danneggiato irreparabilmente in un incidente nei pressi dell'aeroporto di Kabul (KBL), in Afghanistan. Tutti gli otto membri dell'equipaggio rimasero uccisi. Il volo era in rotta dalla Bagram Air Base (BPM) a Kabul (KBL). Secondo i media afgani, l'aereo aveva consegnato rifornimenti logistici alle forze a guida della NATO in Pakistan.[10]
- Il 29 aprile 2013, il volo National Airlines 102, un Boeing 747-400F, era decollato da Camp Bastion e si era fermato all'aeroporto di Bagram per fare rifornimento. Terminate le operazioni a terra, l''aereo ripartì dalla pista 03 di Bagram alle 15:30 ora locale. All'altezza di circa 1 200 piedi (370 m), il muso dell'aereo si alzò bruscamente, facendo perdere velocità e portanza al velivolo, creando una situazione di stallo. In pochi secondi l'aereo si schiantò ed esplose a poche decine di metri dalla pista da cui era decollato. Tutti i membri dell'equipaggio, cittadini statunitensi, persero la vita: quattro piloti, due meccanici e un responsabile di carico. L'inchiesta si chiuse concludendo che il carico non era stato assicurato correttamente e si era di conseguenza spostato durante il decollo verso retro della stiva. Il cambiamento della distribuzione dei pesi causò lo stallo dell'aeromobile. Inoltre, causò il danneggiamento dei sistemi di coda, rendendo il 747 incontrollabile.[11]